# Pablo Guevara
Jaime Pablo Guevara Mirava (Lima, 23 de mayo de 1930-Lima, 2 de noviembre de 2006) fue un poeta peruano, miembro de la denominada generación del 50.

## Carrera
Pablo Guevara se formó en las Universidades San Marcos y la Católica de Lima, graduándose en letras.
Tras un periodo de estancia en España y Dinamarca en la década de los 1960, regresó al Perú donde fue reconocido como uno de los autores integrantes de la denominada generación de los 50 junto a Jorge Eielson, Julio Ramón Ribeyro, Carlos Germán Belli y Blanca Varela, entre otros.
Entre su obras destacan: Retorno a la creatura (Madrid, 1957), Los habitantes (Madrid, 1963 - Lima, 1965), Crónicas contra los bribones (Lima, 1967), '(1971), Un iceberg llamado Poesía (Lima, 1998), La colisión, En el bosque de hielos, A los ataúdes, a los ataúdes, Cariátides, Quadernas, quadernas, quadernas (Lima, 1999), Un iceberg llamado Poesía (Lima, 1998) . Al final de su vida logró escribir un bello libro titulado "Hospital", el cual fue publicado por sus compañeros poetas más cercanos: Gladys Flores, Rodolfo Ybarra, Gonzalo Portals, Carlos Carnero, Rubén Quiroz y Rafael Espinoza. Por otro lado, Gladys Flores Heredia recopiló 14 nuevos poemas en otro libro póstumo titulado "Tren bala (2009)"

## Premios
Fue Premio Nacional de Poesía en (1954) y Premio Copé de Poesía en (1997).